# John Scott, 1. Earl of Eldon

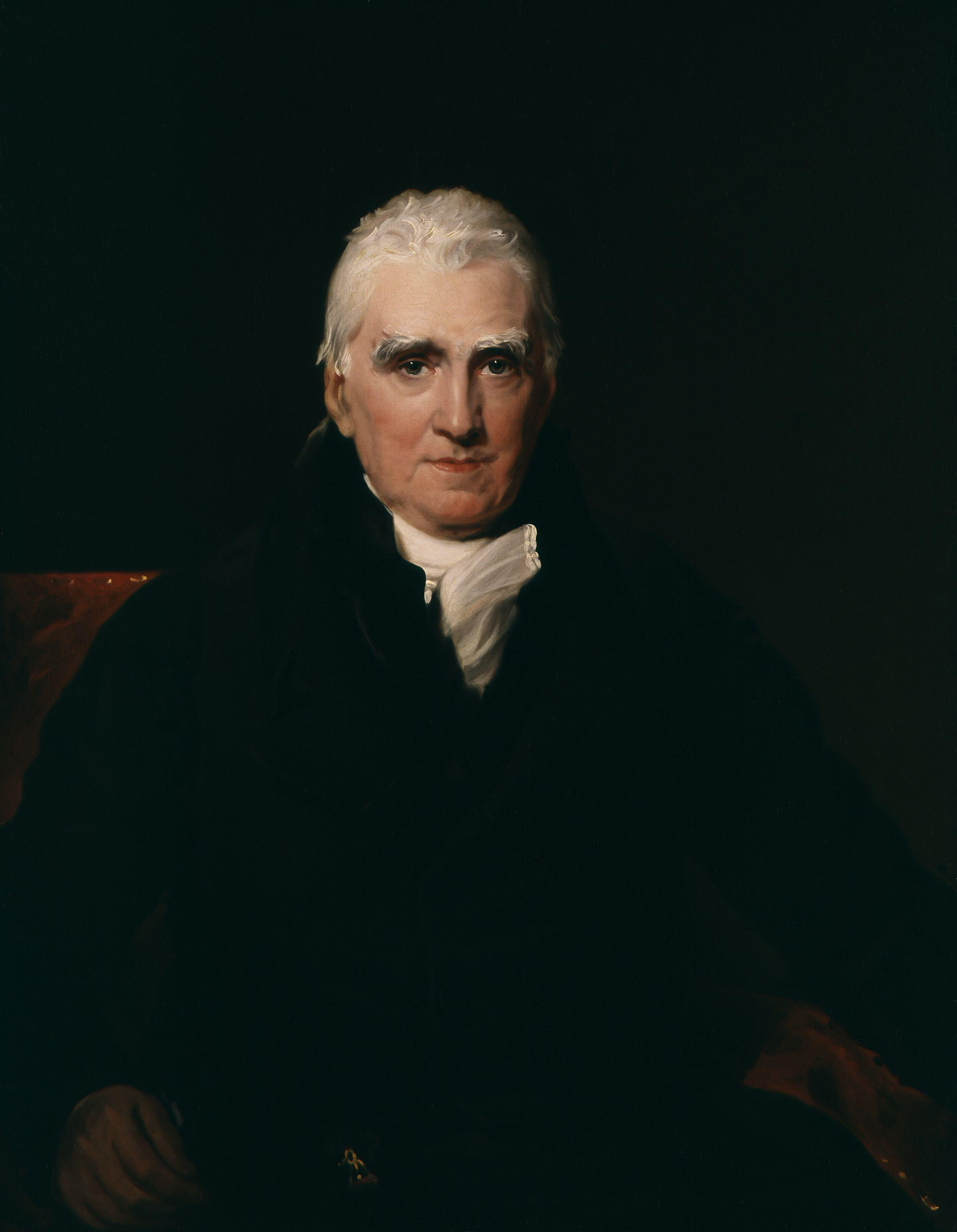
John Scott, 1. Earl of Eldon (Gemälde von Thomas Lawrence, 1826)

John Scott, 1. Earl of Eldon PC KC FRS FSA (* 4. Juni 1751; † 13. Januar 1838) war ein britischer Jurist und Politiker der Tories, der 16 Jahre lang Abgeordneter des House of Commons sowie 1801 bis 1806 sowie erneut von 1807 bis 1827 insgesamt 25 Jahre lang Lordkanzler war. Er war damit der Lordkanzler mit der bislang längsten Amtszeit.

## Leben

### Rechtsanwalt, Unterhausabgeordneter und Solicitor General
Scott war der jüngere Sohn des William Scott, der als Broker in Newcastle upon Tyne tätig war, aus dessen Ehe mit Jane Atkinson. Der Richter am High Court of Admiralty William Scott, 1. Baron Stowell, war sein älterer Bruder.
Scott absolvierte nach dem Besuch der dortigen Royal Grammar School zunächst ein grundständiges Studium am University College der University of Oxford, das er 1770 mit einem Bachelor of Arts (B.A.) abschloss. Ein darauf folgendes postgraduales Studium am University College beendete er 1773 mit einem Master of Arts (M.A.). Nachdem er seine anwaltliche Zulassung durch die Anwaltskammer (Inns of Court) von Middle Temple erhalten hatte, nahm er 1776 eine Tätigkeit als Barrister auf und wurde für seine anwaltlichen Verdienste bereits 1783 zum Kronanwalt (King’s Counsel) berufen.
Kurz darauf wurde Scott 1783 als Kandidat der konservativen Tories erstmals zum Abgeordneten in das House of Commons gewählt und vertrat dort zunächst bis 1796 den Wahlkreis Weobley sowie im Anschluss 1799 den Wahlkreis Boroughbridge. Er fungierte während dieser Zeit von 1787 bis 1788 als Kanzler des County Durham.
1788 wurde er von Premierminister William Pitt dem Jüngeren als Nachfolger von Archibald Macdonald zum Solicitor General von England und Wales ernannt und war als solcher bis zu seiner Ablösung durch John Freeman-Mitford 1793 Stellvertreter des Attorney General und damit einer der wichtigsten Berater der Krone und der Regierung. Zugleich wurde er 1788 zum Knight Bachelor geschlagen und führte fortan den Namenszusatz „Sir“.

### Attorney General und Chief Justice of the Common Pleas

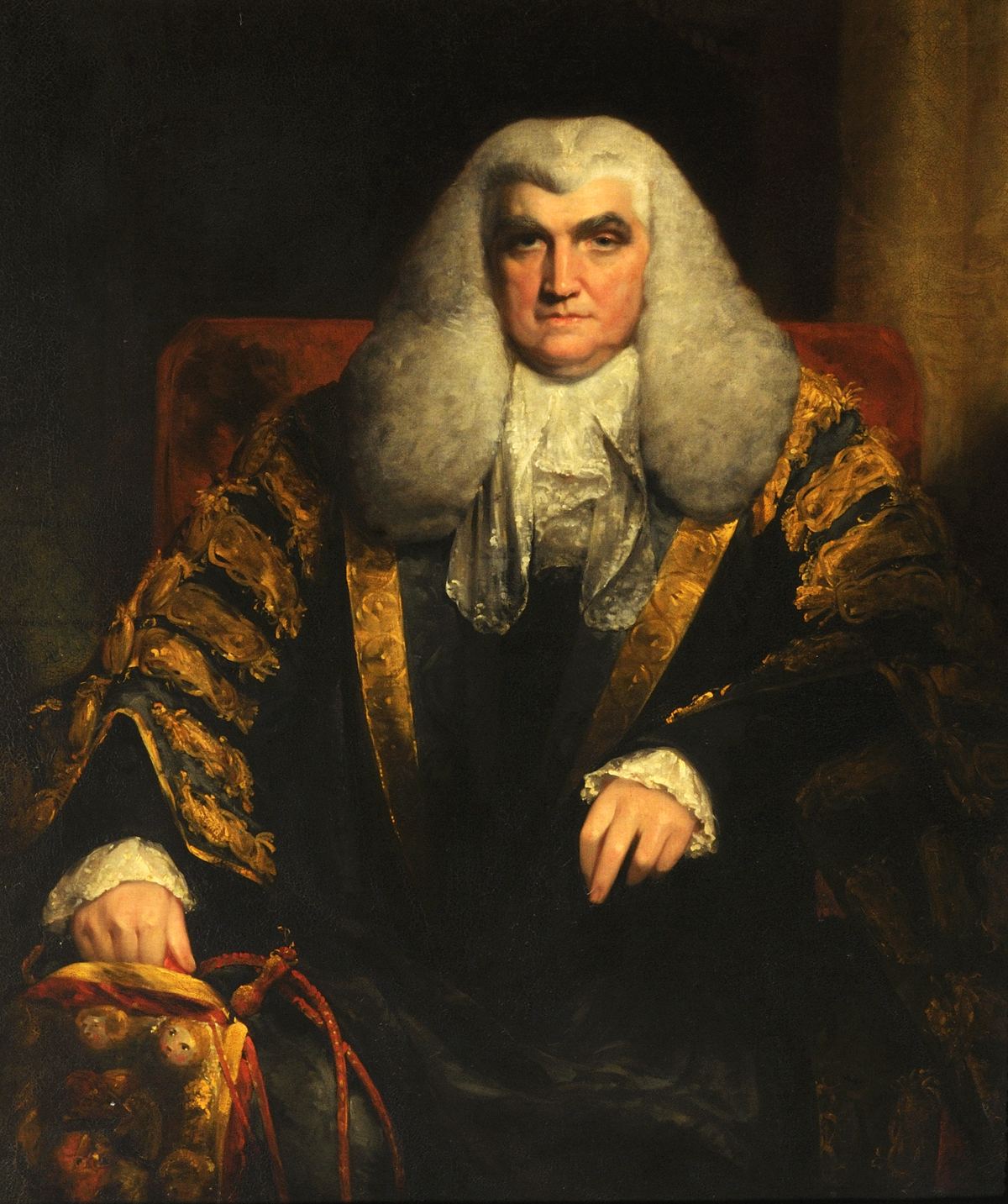
John Scott, 1. Earl of Eldon (Gemälde von William Cowen)

Scott, der 1792 Fellow der Society of Antiquaries of London (FSA) sowie 1793 auch der Royal Society (FRS) wurde, übernahm 1793 von Archibald Macdonald im Kabinett von Premierminister Pitt dem Jüngeren auch das Amt des Attorney General und übte dieses bis 1799 aus, als er abermals von John Freeman-Mitford abgelöst wurde.
1799 wurde er als Chief Justice of the Common Pleas Vorsitzender des Court of Common Pleas, dem damals höchsten Gericht für Zivilrechtsklagen in England und Wales. Er war damit Nachfolger von James Eyre und behielt dieses Amt bis zu seiner Ablösung durch Richard Arden, 1. Baron Alvanley. 1799 wurde er zugleich zum Mitglied des Privy Council ernannt.
Durch ein Letters Patent vom 18. Juli 1799 wurde Scott als Hereditary Peer mit dem Titel Baron Eldon, of Eldon in the County Palatinate of Durham erhoben und gehörte damit bis zu seinem Tod dem House of Lords an.

### Lordkanzler und Oberhausmitglied
Im Jahre 1801 wurde Scott, dem 1801 auch die Ehrendoktorwürde eines Doctor of Civil Law (Hon. D.C.L.) des University College der University of Oxford verliehen wurde, von Premierminister Henry Addington, 1. Viscount Sidmouth, als Nachfolger von Alexander Wedderburn, 1. Earl of Rosslyn erstmals zum Lordkanzler (Lord High Chancellor) berufen, und bekleidete diese Position auch in den nachfolgenden Regierungen von Premierminister Pitt dem Jüngeren bis Januar 1806 und seiner darauf folgenden Ablösung durch Thomas Erskine, 1. Baron Erskine. Gleichzeitig fungierte er zwischen 1801 und seinem Tod 1838 auch als High Steward des University College der University of Oxford.
Im März 1807 wurde Scott von Premierminister William Henry Cavendish-Bentinck, 3. Duke of Portland als Nachfolger von Thomas Erskine, 1. Baron Erskine, abermals zum Lordkanzler in die Regierung der konservativen Tories berufen. Er übte das Amt des Lord High Chancellor nunmehr in den nachfolgenden Regierungen der Premierminister Spencer Perceval und Robert Banks Jenkinson, 2. Earl of Liverpool bis 1827 aus und wurde dann am 2. Mai 1827 von John Copley, 1. Baron Lyndhurst abgelöst. Mit einer über zwanzigjährigen Amtszeit wurde er damit zum Lordkanzler mit der längsten Amtszeit.
Durch ein weiteres Letters Patent vom 7. Juli 1821 wurde Scott zum Earl of Eldon, in the County Palatinate of Durham mit dem nachgeordneten Titel eines Viscount Encombe, of Encombe in the County of Dorset erhoben. 
Zuletzt war er von 1730 bis zu seinem Tod 1738 auch Trustee des British Museum und finanzierte 1833 auf eigene Kosten den Bau der Old Church of St James in Kingston.
Aus seiner am 19. November 1772 geschlossenen Ehe mit Elizabeth Surtees gingen drei Kinder hervor. Da sein einziger Sohn John Scott bereits am 24. Dezember 1805 verstorben war, erbte nach seinem Tod dessen Sohn, sein Enkel John Scott seine Adelstitel.
Nach ihm wurde die Eldon Range benannt, eine Gebirgskette im australischen Bundesstaat Tasmanien.
Am Wohnhaus, Bedford Square 6 in London, befindet sich eine blaue Gedenkplakette, die an ihn erinnert.